# Extreme Rules (2022)
Extreme Rules (2022) là sự kiện đấu vật chuyên nghiệp trả tiền cho mỗi lần xem và phát trực tiếp hàng năm của Extreme Rules do WWE sản xuất. Nó sẽ được tổ chức cho các đô vật của 2 thương hiệu Raw và SmackDown. Sự kiện sẽ diễn ra vào thứ Bảy, ngày 8 tháng 10 năm 2022, tại Wells Fargo Center ở Philadelphia, Pennsylvania, đánh dấu sự kiện Extreme Rules đầu tiên được tổ chức vào tháng Mười và vào một ngày thứ Bảy.

## Sản xuất

### Tiểu sử
Extreme Rules là một sự kiện thường niên do WWE sản xuất kể từ năm 2009. Ý tưởng của chương trình là sự kiện có các trận đấu khác nhau được thi đấu theo các quy tắc nghiêm khắc và thường có một trận đấu Extreme Rules. Ngày 25 tháng 10 năm 2021, WWE đã tiết lộ lịch trình sự kiện lớn năm 2022 của mình cho các thương hiệu Raw và SmackDown, với một sự kiện sẽ được công bố vào tháng 10. Vào ngày 13 tháng 6 năm 2022, sự kiện tháng 10 đó được công bố là Extreme Rules và nó sẽ diễn ra vào Thứ Bảy, ngày 8 tháng 10 năm 2022, tại Wells Fargo Center ở Philadelphia, Pennsylvania, đánh dấu sự kiện Extreme Rules lần đầu tiên được tổ chức vào tháng 10 vào Thứ bảy. Đây sẽ là sự kiện thứ 14 trong trình tự thời gian Extreme Rules và sẽ phát sóng trên kênh trả tiền cho mỗi lần xem (PPV) trên toàn thế giới và sẽ phát trực tiếp trên Peacock ở Hoa Kỳ và WWE Network ở các thị trường quốc tế.

### Cốt truyện
Tại SummerSlam, Liv Morgan đã đánh bại Ronda Rousey để giành lại chức vô địch SmackDown Women's Championship một cách gây tranh cãi; Rousey sử dụng đòn khóa tay vào Morgan, nhưng vai của Rousey nằm trên thảm, vì vậy trọng tài đã đếm nhưng không thấy Morgan đập tay trước khi đếm đến ba. Sau trận đấu, Rousey tấn công cả Morgan và trọng tài, khiến Rousey bị treo giò. Sau khi án treo giò của cô ấy được dỡ bỏ, Rousey đã thắng trận đấu fatal five-way elimination trong show SmackDown, giành được một trận tái đấu với Morgan cho chức vô địch SmackDown Women's Championship tại Extreme Rules.
Sau khi đánh bại Matt Riddle tại Clash at the Castle, Seth "Freakin" Rollins đã được tham dự một trận đấu tranh đai United States Championship vào ngày 19 tháng 9 trong show Raw. Tuy nhiên, trong trận đấu, Riddle đã đánh lạc hướng Rollins, khiến Rollins mất cơ hội có danh hiệu. Sau tập đó, Riddle thách đấu Rollins trong một trận đấu Fight Pit tại Extreme Rules, được Rollins chấp nhận.
Đầu tháng 8, Karrion Kross và vợ Scarlett trở lại WWE và ngay lập tức bắt đầu nhắm vào Drew McIntyre. Trong những tuần tiếp theo, Kross tiếp tục tấn công McIntyre, nhưng anh ta sẽ rút lui trước khi McIntyre có thể trả đũa. Vào tập ngày 23 tháng 9 của SmackDown, McIntyre thông báo cho WWE officials về việc cho anh đấu với Kross tại Extreme Rules trong trận strap match, do đó đảm bảo rằng Kross không thể bỏ trốn.
Bianca Belair bảo vệ được đai vô địch Raw Women's Championship tại SummerSlam, cô phải đối mặt với sự trở lại của Bayley, đi cùng với Dakota Kai và Iyo Sky. Bộ ba sẽ tự gọi mình là Damage Control. Tại Clash at the Castle, Damage Control đã đánh bại đội của Belair trong trận đấu đồng đội sáu người, trong đó Bayley đã ghim Belair. Do đã ghim được nhà vô địch, Bayley đã thách đấu Belair trong trận ladder match cho đai vô địch Raw Women's Championship tại sự kiẹn Extreme Rules và Belair đã chấp nhận.
Sau sự kiện WrestleMania 38 vào tháng 4, Edge thành lập một nhóm với Damian Priest gọi là The Judgement Day; Rhea Ripley sau đó gia nhập nhóm tại WrestleMania Backlash, tiếp theo là Finn Bálor, người đã bị đánh bại trong một trận đấu của Judgment Day. Bálor sau đó sẽ trở thành thủ lĩnh mới sau The Judgement Day tấn công ác liệt và bật lại Edge. Dominik Mysterio sau đó cũng tham gia vào nhóm sau khi đánh cả cha mình là Rey Mysterio và Edge tại Clash at the Castle. Sau nhiều tuần thù hận và một cuộc tấn công tàn bạo vào Edge bởi The Judgement Day, Edge trở lại vào tập ngày 26 tháng 9 của Raw và thách đấu Bálor trong trận "I Quit match" tại Extreme Rules và Bálor đã chấp nhận.
Tại Clash at the Castle, Gunther (cùng với Ludwig Kaiser và Giovanni Vinci) đánh bại Sheamus (cùng với Butch và Ridge Holland) để giữ lại đai vô địch Intercontinental Championship. Imperium (Gunther, Kaiser và Vinci) sau đó đã đánh bại The Brawling Brutes (Sheamus, Butch và Holland) trong trận đấu nhóm sáu người ở tập của SmackDown. Tuần sau, Butch và Holland đã giành chiến thắng trong một trận fatal four-way tag team match, cũng có sự tham gia của Kaiser và Vinci, để giành được  trận đấu tranh đai WWE Tag Team Championship vào tập tiếp theo, nhưng không giành được danh hiệu do Imperium can thiệp. Vào ngày 29 tháng 9, trận six-man tag team match Good Old Fashioned Donnybrook đã được xác nhận sẽ diễn ra tại Extreme Rules.

## Tổ chức
| Vai trò                          | Tên                        |
| -------------------------------- | -------------------------- |
| Bình luận viên tiếng Anh         | Michael Cole               |
| Bình luận viên tiếng Anh         | Corey Graves               |
| Bình luận viên tiếng Tây Ban Nha | Marcelo Rodriguez          |
| Bình luận viên tiếng Tây Ban Nha | Jerry Soto                 |
| Thông báo viên sàn đấu           | Mike Rome (Raw)            |
| Thông báo viên sàn đấu           | Samantha Irvin (SmackDown) |
| Trọng tài                        | Danilo Anfibio             |
| Trọng tài                        | Jason Ayers                |
| Trọng tài                        | Jessika Carr               |
| Trọng tài                        | Daniel Cormier             |
| Trọng tài                        | Dan Engler                 |
| Trọng tài                        | Chad Patton                |
| Người phỏng vấn                  | Megan Morant               |
| Người điều khiển trước trận đấu  | Kevin Patrick              |
| Người điều khiển trước trận đấu  | Booker T                   |
| Người điều khiển trước trận đấu  | Jerry Lawler               |
| Người điều khiển trước trận đấu  | Peter Rosenberg            |

Không có trận đấu nào diễn ra trong buổi Extreme Rules Kickoff, tuy nhiên, WWE Hall of Fame Jerry Lawler, cùng với Đội cổ vũ Philadelphia Eagles và linh vật của Philadelphia 76ers, Franklin the Dog, đã xuất hiện và tiết lộ logo của WrestleMania XL, dự kiến tổ chức ở Philadelphia tại Lincoln Financial Field vào tháng 4 năm 2024.

### Các trận đấu sơ bộ
The Brawling Brutes (Sheamus, Ridge Holland và Butch) đối đầu với Imperium (Gunther, Ludwig Kaiser và Giovanni Vinci) trong trận đấu nhóm sáu người Good Old Fashioned Donnybrook. Trong trận đấu, Imperium thống trị The Brawling Brutes. Imperium sau đó đã cô lập Butch bằng cách hạ gục Sheamus và Holland, tuy nhiên, Sheamus sau đó đã hồi phục, hạ gục Vinci và Kaiser, sau đó tiếp tục ẩu đả với Gunther trên sàn đấu. Holland và Butch sau đó đã hồi phục và cùng Sheamus tấn công Gunther một cách tàn nhẫn. Sheamus đã thực hiện cú Brogue Kick vào Gunther, tuy nhiên, Vinci đã vô hiệu hóa nỗ lực ghim. Khi Sheamus sau đó áp dụng Cloverleaf lên Gunther, Kaiser đã tấn công Sheamus bằng cú shillelagh. Butch đã thực hiện cú springboard từ trên đỉnh chiếc thùng vào Kaiser, Vinci và Holland. Gunther đã tấn công Sheamus bằng cú shillelagh trong một lần suýt ngã. Trong những khoảnh khắc kết thúc, Holland và Butch tấn công Kaiser và Vinci bằng cú shillelaghs trong khi Sheamus thực hiện cú Celtic Cross lên Gunther vào bàn bình luận. Butch và Holland sau đó đã giữ Vinci tại chỗ cho phép Sheamus thực hiện cú Brogue Kick vào Vinci để giành chiến thắng trong trận đấu.
Ở hậu trường, trong khi The Miz được phỏng vấn về các cuộc tấn công và xâm chiếm nhà bởi Dexter Lumis (kẻ đã theo dõi Miz trong nhiều tuần), anh ấy đã bị phân tâm bởi Gritty, linh vật của Philadelphia Flyers của National Hockey League (Wells Fargo Center là sân vận động của họ). Gritty sau đó đã đưa một chiếc áo Extreme Rules cho Miz, tuy nhiên, Miz đã làm rơi và dẫm lên chiếc áo trước khi rời đi.
Liv Morgan bảo vệ đai SmackDown Women's Championship trước Ronda Rousey trong trận đấu Extreme Rules. Rousey đã ngăn Morgan với lấy một cây gậy bóng chày ở gần trụ sàn đấu. Morgan sau đó lấy lại cây gậy và định tấn công Rousey bằng nó, tuy nhiên, Rousey đã chống đỡ được Morgan. Rousey sau đó đã lấy được cây gậy và định tấn công Morgan, tuy nhiên, Morgan đã xịt bình chữa cháy vào người Rousey. Rousey sau đó phục hồi và thống trị Morgan. Morgan sau đó lấy lại cây gậy để cuối cùng chỉ sử dụng cho Rousey để Rousey tấn công Morgan bằng đai đen. Morgan sau đó tấn công Rousey bằng một chiếc ghế và thực hiện cú Code Red đối với Rousey bằng cách sử dụng chiếc ghế. Morgan đã thực hiện một đòn tấn công vào Rousey rơi xuống bàn cho một cú ngã khác. Khi Morgan cố gắng ghim, Rousey đã phản công và áp dụng đòn khóa tay đối với Morgan, người đã bất tỉnh, để giành danh hiệu lần thứ hai.
Drew McIntyre đối mặt với Karrion Kross (cùng với Scarlett) trong trận Strap match. Trọng tài buộc chặt dây đeo quanh cổ tay của McIntyre, tuy nhiên, Kross từ chối và với sự hỗ trợ của Scarlett, Kross đã tấn công McIntyre trước khi trận đấu chính thức bắt đầu. Cả hai đã chiến đấu trong khu vực khán giả trước khi quay trở lại sàn đấu. Trở lại sàn đấu, McIntyre buộc chặt dây đeo quanh cổ tay của Kross, trận đấu chính thức bắt đầu. McIntyre đã tấn công và chế nhạo Kross một cách ác ý, tuy nhiên, Scarlett đã khiến McIntyre mất tập trung. Kross tận dụng lợi thế và tấn công McIntyre. Khi McIntyre cố gắng thực hiện cú đá Claymore vào Kross, Scarlett đã đứng trước mặt McIntyre và khiến McIntyre bất lực bằng bình xịt hơi cay. Kross sau đó thực hiện cú Kross Hammer trên McIntyre để giành chiến thắng trong trận đấu.
Trong một phân đoạn hậu trường khác, trong khi The Miz đang gọi điện thoại, Gritty xuất hiện và chế nhạo Miz một lần nữa, người đã rời đi một lần nữa.
Bianca Belair bảo vệ đai Raw Women's Champion trước Bayley trong trận ladder match. Giữa chừng, Belair thực hiện cú Kiss of Death (KoD) trên Bayley. Khi Belair lên thang, những người bạn Damage Control của Bayley là Dakota Kai và Iyo Sky chạy ra và tấn công Belair. Belair đã chống đỡ được cả hai và thực hiện một cú đúp KoD trên Sky và Kai. Sau đó, Belair tấn công Bayley bằng mái tóc đuôi ngựa của cô ấy và sau đó thực hiện KoD với Bayley trên một cái thang, Belair sau đó leo lên thang để giành đai vô địch và giữ lại danh hiệu.
Edge đối mặt với Finn Bálor trong một trận đấu "I Quit". Giữa trận đấu, Edge và Bálor đánh nhau trong khu vực khán giả, nơi Edge tấn công Bálor bằng gậy khúc côn cầu và sau đó dùng cú Crossface lên Bálor trên đỉnh bàn kickoff; Bálor không chịu bỏ cuộc. Cuối cùng cả hai đã ẩu đả trở lại sàn đấu, nơi Bálor dùng ghế tấn công vào xương sườn của Edge. Bálor liên tục tấn công Edge bằng chiếc ghế, người này không chịu bỏ cuộc. Khi Bálor cố gắng ném Edge vào một chiếc ghế được kê trong góc sàn đấu, Edge đã phản công và đẩy Bálor vào chiếc ghế đó. Edge tấn công Bálor liên tục bằng chiếc ghế và áp dụng cú Edgecator lên Bálor, tuy nhiên, Damian Priest đã chạy ra cứu. Dominik Mysterio cũng tham gia vào cuộc chiến, và Edge tung đòn Spear vào Bálor, người đã hạ gục Dominik và Priest. Khi Edge đang chuẩn bị thực hiện cú spear khác vào Bálor, Rhea Ripley xuất hiện và còng Edge vào sợi dây thừng sàn đấu. Với việc Ripley chế nhạo Edge bằng chiếc chìa khóa, The Judgement Day (Bálor, Priest và Dominik) sau đó hạ gục Edge. Bálor sau đó tấn công Edge bằng một cây gậy kiếm đạo, tuy nhiên, Rey Mysterio xuất hiện và cầm một chiếc ghế chỉ để cứu con trai mình, Dominik, tấn công cha mình là Rey. Vợ của Edge, Beth Phoenix sau đó xuất hiện để hỗ trợ Edge và tấn công Priest và Bálor bằng một cây gậy kiếm đạo. Một cuộc đối đầu xảy ra sau đó giữa Phoenix và Ripley dẫn đến một cuộc ẩu đả giữa hai người và Phoenix thực hiện đòn Spear trên Ripley. Phoenix lấy lại chiếc chìa khóa và giải thoát cho Edge, người sau đó thực hiện cú Spear vào Priest và cú đánh dưới vào Dominik. Edge thực hiện ba cú Spear vào Bálor trong khi ra hiệu cho Phoenix lấy một chiếc ghế, tuy nhiên, Ripley đã đánh Phoenix bằng brass knuckles. Bálor sau đó thực hiện ba cú Coup de Grâces trên Edge, người không chịu bỏ cuộc. Ripley sau đó định vị Phoenix cho Con-chair-to và Edge miễn cưỡng tuyên bố "Tôi bỏ cuộc" để cứu Phoenix, do đó Bálor đã thắng trận đấu. Sau trận đấu, dù Bálor giành chiến thắng, Ripley vẫn thực hiện cú Con-chair-to trên Phoenix. Các trọng tài, nhân viên hậu trường WWE và Rey, người sau đó đã bình phục, sau đó chăm sóc cho Edge và Phoenix.
Trong một phân đoạn hậu trường cuối cùng, Miz đã cố gắng vào văn phòng của Triple H, tuy nhiên, Gritty lại xuất hiện và chế nhạo Miz. Miz chộp lấy và tấn công Gritty, tuy nhiên, Dexter Lumis, xuất hiện phía sau Miz và áp dụng một đòn khóa cổ vào Miz. Sau đó, Lumis đỡ Gritty đứng dậy, người đã đá Miz trước khi bỏ đi cùng Lumis.

### Trận đấu tâm điểm
Matt Riddle đấu với Seth "Freakin" Rollins trong trận Fight Pit với Daniel Cormier là trọng tài khách mời đặc biệt. Trận đấu bắt đầu với cảnh Riddle ẩu đả với Rollins và đập anh ta vào thành lống sắt. Khi Cormier cố gắng lập lại trật tự, Riddle đã vô tình đấm vào Cormier, người đã cảnh báo Riddle không được đánh với anh ta. Rollins đã tận dụng sự mất tập trung và tấn công Riddle bằng những đòn đầu gối ác độc. Riddle đã thực hiện cú Triangle đối với Rollins, người đã chọc vào mắt Riddle. Rollins sau đó ném mặt Riddle vào bức tường lồng sắt. Khi Cormier kiểm tra Riddle, Rollins xô Cormier, người sau đó cũng cảnh báo Rollins không được chạm vào anh ta. Cuối cùng, cả hai đã leo lên bục cao xung quanh đỉnh lồng nơi Riddle thực hiện cú RKO với Rollins, người đã lăn khỏi bục và ngã xuống sàn đấu. Riddle sau đó thực hiện một pha Broton splash từ bục cao vào Rollins, người đang nằm trên sàn đấu. Cuối cùng, Riddle đã áp dụng đòn triangle lên Rollins, người đã cố gắng phá vỡ bằng cách kéo Riddle lên và đập anh ta vào thành lồng sắt và trên tấm thảm, nhưng Riddle không buông tay, khiến Rollins bị trượt ra ngoài. do đó Riddle đã thắng trận đấu.
Khi Riddle ăn mừng trên sân khấu với Cormier, đèn trong nhà thi đấu vụt tắt, báo hiệu rằng bí ẩn về "Thỏ trắng" sắp được tiết lộ. Sau đó, người ta nghe thấy giọng của Bray Wyatt lặp đi lặp lại câu hát "He's got the whole world in his hands" khi phiên bản đời thực của các nhân vật Firefly Fun House được chiếu trước khán giả trong nhà thi đấu, bao gồm Huskus the Pig Boy, Mercy the Buzzard, Ramblin' Rabbit, Abby the Witch, một chiếc mặt nạ Quỷ bị cháy nằm trên bàn bình luận và The Fiend. Một cánh cửa được chiếu trên sân khấu và một video bị biến dạng trên TitanTron được phát, mô tả Firefly Fun House đổ nát cùng với một phiên bản méo mó của bài hát chủ đề Firefly Fun House đang phát. Chiếc tivi bên trong Firefly Fun House được bật lên và một nhân vật đeo mặt nạ, cùng với hình ảnh bị bóp méo, xuất hiện và hỏi hai lần "who killed the world?" và trả lời "you did" sau đó thay đổi câu trả lời thành "we did". Quay trở lại sân khấu, cánh cửa mở ra cho thấy ánh sáng chiếu sáng màu xanh sáng. Sau đó, nhân vật đeo mặt nạ bước ra ngoài, mang theo chiếc đèn lồng đặc trưng của Wyatt và tháo mặt nạ để lộ mình là Wyatt và tuyên bố "I'm here" trước khi thổi tắt chiếc đèn lồng và kết thúc sự kiện bằng hình ảnh logo mới của Wyatt; một con đom đóm lộn ngược. Đây là lần xuất hiện đầu tiên của Wyatt kể từ khi anh ấy kết thúc hợp đồng với WWE vào tháng 7 năm 2021.

## Kết quả
| #                                           | Kết quả | Thể loại                                                            | Thời gian |
| ------------------------------------------- | --- | ------------------------------------------------------------------- | --------- |
| 1                                           | The Brawling Brutes (Sheamus, Ridge Holland và Butch) đánh bại Imperium (Gunther, Ludwig Kaiser và Giovanni Vinci) bằng đòn kết liễu | Trận đấu six-man tag team Good Old Fashioned Donnybrook             | 17:50     |
| 2                                           | Ronda Rousey đánh bại Liv Morgan (c) bằng đòn khóa                                                                                   | Trận đấu Extreme Rules tranh đai WWE SmackDown Women's Championship | 12:05     |
| 3                                           | Karrion Kross (đi với Scarlett) đánh bại Drew McIntyre bằng đòn kết liễu                                                             | Trận đấu Strap match                                                | 10:20     |
| 4                                           | Bianca Belair (c) đánh bại Bayley | Trận đấu Ladder match tranh đai WWE Raw Women's Championship        | 16:40     |
| 5                                           | Finn Bálor đánh bại Edge | Trận đấu "I Quit"                                                   | 29:55     |
| 6                                           | Matt Riddle đánh bại Seth "Freakin" Rollins bằng đòn khóa                                                                            | Trận đấu Fight Pit                                                  | 16:35     |
| - (c) – chỉ người vô địch bước vào trận đấu | |                                                                     |           |